# Ängsgökbi
Ängsgökbi, Nomada fabriciana, är ett bi i släktet gökbin och familjen långtungebin.

## Beskrivning
Arten är vanligen svart på huvud inklusive antenner, mellankropp, ben och bakkroppens första tergit; resten av bakkroppen är rödaktig, ibland med små, gula fläckar på sidorna av tergit 2. Ibland kan kinden, käkarna, första segmentet på antennerna samt skenben och/eller fötterna på de främsta benen vara röda. Kroppslängden varierar mellan 7 och 10 mm.

## Ekologi
Som alla gökbin är arten en boparasit, som lägger sina ägg i bon av andra, solitära bin, där larven äter upp värdägget eller värdlarven och livnär sig på det insamlade pollenet. Denna art lägger ägg i bon av sandbina ängssandbi och parksandbi.
Ängsgökbiet har två generationer per år: En tidig, som flyger i mars till juni (april till maj i Norden) och en sen, som flyger i juni till augusti (juni till juli i Norden). Den sena generationen är påtagligt mindre än den tidiga.
Arten är polylektisk, den flyger till blommande växter från ett flertal olika familjer, som korgblommiga växter (maskrosor, tusensköna och stånds), vattenklöverväxter (som vattenklöver), väddväxter (som åkervädd), grobladsväxter (som veronikasläktet), törelväxter (som törelsläktet), nejlikväxter (som stjärnblommor), (rosväxter (som smultron) och videväxter (som videsläktet).

## Utbredning
Ängsgökbiet finns i södra, västra och centrala Europa norrut till Skottland och södra Sverige. Frågan om arten finns i Turkiet är osäker; Internationella naturvårdsunionen (IUCN) hävdar att arten är endemisk för Europa (det vill säga bara finns där), medan Artdatabanken och Bees Wasps & Ants Recording Society anger att arten finns i området i fråga.
I Sverige finns arten från Skåne till östra delarna av Götaland, inklusive Halland men exklusive Gottland. Arten förefaller expandera i landet.
Arten saknas i Finland.